# 淡海国造
淡海国造（おうみのくにのみやつこ・おうみこくぞう）は淡海国を支配した国造。

## 概要

### 表記
『先代旧事本紀』「国造本紀」に近江国造とある他、近淡海国造とも。

### 祖先
- 『古事記』によると、祖は天押帯日子命で、和邇氏、春日氏、小野氏、額田国造、武社国造と同系。
- 同書孝元天皇段では、波多八代宿禰の後裔として淡海臣が記されている。
- 『先代旧事本紀』「国造本紀」によると、成務朝に彦坐王三世孫の大陀牟夜別が淡海国造に任じられたという。

### 氏族
淡海氏（おうみうじ、姓は臣）で、和珥氏や小野氏と同族。なお淡海三船らは大友皇子の子孫なので別系。
「国造本紀」では安国造と同一の国造であるかのように受け取られるが、淡海国造と安国造は別系と見られ
、「国造本紀」の記事は「近」と「安」が脱落したものと考えられる。

## 本拠
近江国滋賀郡で、現在の瀬田川以西の大津市と高島市の一部に当たる。後には琵琶湖東岸の淡海安国造を併合し、近江全体を支配したともいう。

## 氏神
不明。

### 関連神社
- 石坐神社（いわいじんじゃ）
滋賀県大津市に鎮座する神社。海神豊玉比古神などを祀ることから、淡海国造一族が奉斎したものと見られる[4]。

### 墓
- 膳所茶臼山古墳（ぜぜちゃうすやまこふん）
滋賀県大津市秋葉台にある4世紀末から5世紀初頭築造の前方後円墳で、全長122メートルの墳丘を持ち、その被葬者として淡海国造が考えられる[4]。南約200メートルには陪塚と見られる円墳の小茶臼山古墳が存在する。